# José Benlloch Fernández
José Benlloch Fernández (Vila-real, 1974) és un advocat i polític valencià, alcalde de Vila-real (la Plana Baixa) des del 2011.
José Benlloch és llicenciat en Dret per la Universitat Jaume I, especialitzat en responsabilitat civil i dret penal; exerceix d'advocat en la seua empresa dedicada a l'assessoria d'empreses i a la prestació de serveis jurídics. També ha treballat com a assessor per a la multinacional mexicana Convermex.
En la vessant política, José Benlloch és militant del Partit Socialista del País Valencià (PSPV) i regidor a l'ajuntament de Vila-real des de 2003. Fou candidat a l'alcaldia el 2007 però no va aconseguir els vots suficients per a llevar-li la majoria absoluta al Partit Popular (PP), cosa que sí que aconseguí a les eleccions locals del 2011. És alcalde de Vila-real des d'aleshores gràcies al suport dels regidors del BLOC, EUPV i Inciativa. A les eleccions de 2015 revalidà l'alcaldia amb majoria absoluta.
A més, fou diputat a les Corts Valencianes a la VIII legislatura.